# Harry Earles

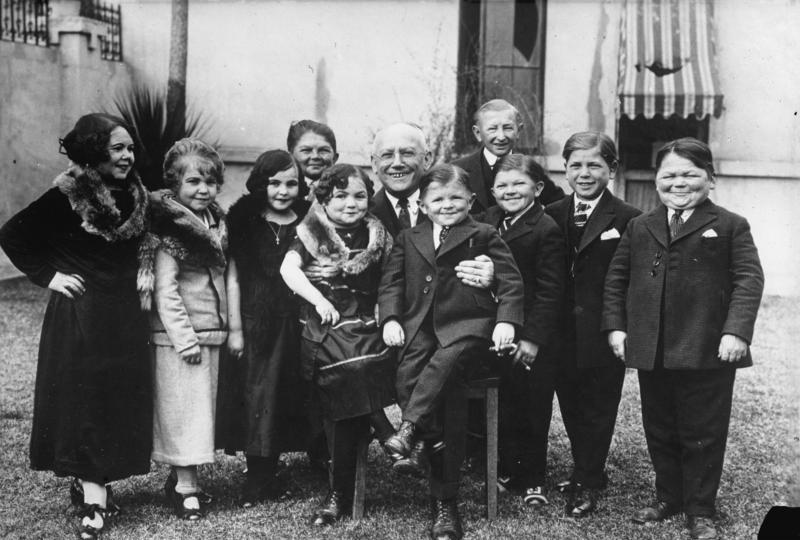
Harry Earles (5. v.r.) mit der Doll Family (links) und Carl Laemmle (1929)

Harry Earles (eigentlich Kurt Schneider, auch als Harry Doll bekannt) (* 3. April 1901 oder 1902 in Stolpen; † 4. Mai 1985 in Sarasota, Florida) war ein deutschamerikanischer, kleinwüchsiger Schauspieler.

## Leben und Karriere
Kurt Schneider wurde 1901 im sächsischen Stolpen als eines von sieben Kindern geboren, von denen vier kleinwüchsig waren. Er wanderte mit seiner Schwester Frieda – in Amerika unter dem Namen Grace auftretend – um 1915 von Deutschland in die Vereinigten Staaten aus, wo sie zunächst in Wildwestshows auftraten. Nachdem sie als The Doll Family auf Coney Island aufgetreten waren, übernahmen die Geschwister den Nachnamen eines ihrer Arbeitgeber, Earles, für sich. 1920 folgte ihnen ihre Schwester Hilda, die sich später Daisy nannte, und 1926 Ella, die den Namen Tiny annahm. Die vier kleinwüchsigen Geschwister traten als Quartett bis in die 1950er-Jahre bei Shows auf. Sie arbeiteten vor allem für den berühmten Ringling Bros. and Barnum & Bailey Zirkus, spielten aber gelegentlich auch in Hollywood.
Seine erste Film-Hauptrolle hatte Earles in dem Krimi-Schocker Die unheimlichen Drei von Regielegende Tod Browning. Dort spielte er einen Ganoven, der regelmäßig die Rolle eines Kleinkindes annimmt, um mit seinen beiden kriminellen Kumpels Unschuldige reinzulegen und auszurauben. 1927 war er neben Laurel und Hardy in Sailors, Beware! zu sehen. Weltweite Bekanntheit erreichte Harry Earles vor allem durch die Hauptrolle des Hans in dem Horrorfilm-Klassiker Freaks (1932), in dem er an der Seite seiner Schwester Daisy Earles spielte. Er trat außerdem in Der Zauberer von Oz (1939) als eines der drei Mitglieder der „Lollipop Guild“ auf, die Judy Garland in einer Szene einen Lollipop überreichen.
Durch ihre lange Showkarriere gelangten die vier Earles-Geschwister zu einem ansehnlichen Vermögen. Nach ihrem Rückzug Ende der 1950er-Jahre kauften sie ein Haus in Sarasota, wo sie gemeinsam ihren Lebensabend verbrachten und wo Harry Earles auch im Jahre 1985 starb.

## Filmografie
- 1925: Die unheimlichen Drei (The Unholy Three)
- 1926: Baby Clothes
- 1926: That’s my Baby
- 1927: Baby Brother
- 1927: Sailors, Beware!
- 1928: Their Purple Moment
- 1928: Three-Ring Marriage
- 1930: Good News
- 1930: The Unholy Three (Remake)
- 1932: Freaks
- 1939: Der Zauberer von Oz (The Wizard of Oz)